# الشمس الفضية
الشمس الفضية هو مسلسل تلفزيوني أسترالي موجه للأطفال في مجال الخيال العلمي وقد تم إنتاجه من طرف هيئة الإذاعة الأسترالية (أي بي سي). حيث يبرز هذا المسلسل مغامرات أفراد الطاقم المراهقين داخل السفينة الفضائية «ستار رنر» المسافرة عبر النجوم والتي تقل حمولة 550 مستوطنا مجمدا إلى وطنهم الجديد «الشمس الفضية».
تجري الأحداث بعد عامين من مغادرة «ستار رنر» وطاقمها للأرض سنة 2050 إلى رحلتهم المقدرة بـ 90 سنة تجاه كوكب قابل للحياة يبعد عن الأرض حوالي 45 سنة ضوئية حيث تتلخص مهمة الطاقم في إيصال «المستوطنين الجدد» بأمان إلى الشمس الفضية لبناء مستعمرة هناك. ونظرا لطول مدة الرحلة فإن معظم أفراد الطاقم هم مراهقون ستسند لهم قيادة «ستار رنر» حين يتقدم البالغون في السن.
بدأ عرض المسلسل باللغة الإنجليزية على «أي بي سي» في 11 أكتوبر 2004 يوميا على الخامسة مساء كجزء من تشكيلة البرامج المعروضة على قناة «أي بي سي للأطفال» في حين كان عرض الحلقة الأخيرة من الجزء الأول في 3 ديسمبر لينتج في الأخير جزء واحد متكون من أربعين حلقة مدة الواحدة منها 22 دقيقة. كما تجدر الإشارة إلى أن العرض الأصلي كان على قناة «سفن نتورك» كمجموعتين من 20 حلقة ليتم بعدها العرض على «أي بي سي» بدون انقطاع في منتصف السلسلة.
تمت إعادة عرض المسلسل بعد ذلك ابتداء من 3 أبريل 2005 على الـ 8:35 صباحا وبعدها كل صباح أحد لتكون آخر حلقة في 1 يناير 2006. ثم أعيد عرضه سنة 2009 يوميا على الخامسة مساء لينتهي العرض في 17 سبتمبر 2009. وحاليا لا تملك «أي بي سي» أية خطة لإنشاء مسلسل آخر ضمن برامج المراهقين.
بعد ذلك تم عرضه باللغة العربية من دبلجة استوديوهات إيمدج برودكشن هاوس اللبنانية بمجموع قدره 40 حلقة مدبلجة.

## الممثلون
| الممثل           | الدور           | أداء الصوت   | المهمة                |
| ---------------- | --------------- | ------------ | --------------------- |
| توماس بلاكبيرن   | تاين ويلسون     | داني بستاني  | ملاح مساعد            |
| أنغوس ماكلارين   | ديغنهارت بيل    | جيل يوسف     | مراقب المجمدين        |
| كليوباترا كولمان | زندي بروكوف     | مهى غلبوني   |                       |
| ريان كور         | شانغ زامت       | عماد فغالي   | مخبري وملاح مساعد     |
| كارلي ديناردو    | سينامون إيفرسون | ألين سعادة   |                       |
| تشيريز دونوفان   | ليونيلا رايس    | ليلى الشماس  | مخبرية                |
| إلويز مينيون     | مارا لوماكس     | سيلينا شويري | مساعدة الطبيبة        |
| ميشيل بيتيغروف   | ليليان رايس     | زينة ضاهر    | الطبيبة ونائبة القائد |
| أورفيوس بليدجر   | تاكو إيفرسون    | رانيا مروة   |                       |
| تيغ روك          | ستيف إيفرسون    | جان صادق     | المهندس               |
| جيسي سبنس        | كارين إيفرسون   |              | الملاحة               |
| جيريمي ستانفورد  | آرون سيرياكس    | طوني عاد     | القائد                |
| سارة وولكر       | بانشا ماكاسكيل  | رينيه غوش    | مساعدة المهندس        |
| مايكل هاريسون    | جوليان ستريغا   |              | تلميذ عسكري           |

## وصلات خارجية
- الشمس الفضية على موقع IMDb (الإنجليزية)
- الشمس الفضية على موقع كينوبويسك (الروسية)
- الشمس الفضية على موقع قاعدة بيانات الفيلم (الإنجليزية)
- صفحة مسلسل الشمس الفضية على أي بي سي